# Jennifer Egan
Jennifer Egan (Chicago, Illinois; 7 de septiembre de 1962) es una escritora estadounidense dedicada al relato y la novela, ganadora de los principales premios de su país, el Pulitzer y el National Book Critics Circle Award.

## Biografía
Se crio en San Francisco y se graduó por la San Francisco University High School, para luego obtener títulos universitarios en la Universidad de Pensilvania y en el St. John's College de la Universidad de Cambridge (Reino Unido).

## Trayectoria
Ha publicado una recopilación de cuentos y seis novelas, entre las que destacan Manhattan Beach, El tiempo es un canalla (Premio Pulitzer) y La casa de caramelo, uno de los diez mejores libros de 2022, según The New York Times, las tres en Salamandra. Sus relatos y piezas periodísticas han sido publicados en The New Yorker, Harper's, Zoetrope All-Story, McSweeney's y Ploughshares entre otras revistas, y regularmente publica artículos en The New York Times Magazine. 
La escritora estadounidense Madison Smartt Bell, en su reseña de la novela The Keep, señaló que "Jennifer Egan es una novelista refrescante e inclasificable". "Despliega todo el arsenal desarrollado por los escritores de metaficción de los 60 y depurados más recientemente por autores como William T. Vollmann o David Foster Wallace, aunque a Egan no se le puede contar entre estos últimos. El comienzo de su novela,The Keep establece toda una arquitectura escheriana, repleta de trampillas y pozos de metaficción, reflexiones en eterno retorno y trampantojos. Lo que instantáneamente impacta de este libro, sin embargo, es su realismo, inusualmente convincente y vívido.
Reside en el barrio de Brooklyn (Nueva York) con su marido e hijos.

## Egan y el cine
El director canadiense Adam Brooks llevó al cine en 2001, con el mismo nombre, la novela The Invisible Circus, y en 2011 la cadena HBO compró los derechos para convertir El tiempo es un canalla en una serie.
Pero la escritora prefiere desentenderse de los proyectos cinematográficos: "La literatura y el cine son animales diferentes y yo prefiero mantenerme al margen de la imagen. Lo mío son las palabras", ha explicado.

## Premios y distinciones
- Beca del National Endowment for the Arts
- Beca Guggenheim
- Residente en el Dorothy and Lewis B. Cullman Center for Scholars and Writers de la Biblioteca Pública de Nueva York
- Finalista del National Book Award 2001[3]
- Premio Pulitzer 2011 por El tiempo es un canalla.
- National Book Critics Circle Award 2011 por El tiempo es un canalla
- La revista Time la eligió como una de las 100 personas más influyentes del mundo en 2011[4]
- Finalista del Premio Faulkner 2011 por El tiempo es un canalla
- Los Angeles Times Book Award 2011 por El tiempo es un canalla

## Obras
- Emerald City, 11 relatos, 1993.
- The Invisible Circus,  1995.
- Look at Me, 2001.
- Manhattan Beach, NY Scribner, 2017. Traducida al español por Carles Andreu Saburit, Salamandra, 2017.
- The Keep, novela, 2006.
- A Visit From the Goon Squad, novela, 2010 (El tiempo es un canalla, trad.: Carles Andreu; Minúscula, Barcelona, 2011).
- The Candy House, Corsaire, 2022, ISBN: 9781472150936. Traducida al español como La casa de caramelo, Salamandra, 2023.[5]

En España, la revista literaria Eñe Nº14 publicó la traducción del cuento Found Objects con el título Objetos encontrados.